# Stäbleinsee
Der Stäbleinsee ist ein See im Nordwesten von Horseshoe Island vor der Fallières-Küste des Grahamlands auf der Antarktischen Halbinsel. Er liegt ostnordöstlich des Beacon Head. 
Deutsche Wissenschaftler benannten ihn nach dem deutschen Physiogeographen und Polarforscher Gerhard Stäblein (1939–1993).